# Xenodermus javanicus
Genre
Espèce
Synonymes
- Gonionotus plumbeus Gray, 1846

Statut de conservation UICN

 LC  : Préoccupation mineure
Xenodermus javanicus, le serpent dragon, unique représentant du genre Xenodermus, est une espèce très peu connue de serpents de la famille des Xenodermidae.

## Description
Il a une couleur (gris taupe) très discrète, ce qui l'aide à sa survie et qui le rend difficile à observer.
Il atteint, à l'âge adulte, la longueur de 70 cm maximum.

## Répartition
Cette espèce se rencontre :
- en Birmanie ;
- en Thaïlande ;
- en Malaisie ;
- en Indonésie à Sumatra, à Java et au Kalimantan.

Il est présent à une altitude allant de 500 à 1 300 m. 

## Publication originale
- Reinhardt, 1836 : Afhandling om Xenodermus javanicus. Kongelige Danske Videnskabernes Selskab Naturviden skabelige Og Mathematiske Afhandlinger, Copenhague, vol. 3, p. 67.